# Иоффе, Нелли
Не́лли Ио́ффе (ивр. נלי יופה‎, род. 29 января 2004, Владимир) — израильская фигуристка, выступающая в одиночном катании. Серебряный призёр чемпионата Израиля (2020), участница чемпионата Европы (2020).

## Карьера
Нелли Иоффе родилась 29 января 2004 года в городе Владимире. Встала на коньки в возрасте восьми лет, занималась в муромской спортивной школе «Ока». В четырнадцать лет переехала в Москву, где её тренерами впоследствии стали Светалана Панова и Татьяна Моисеева. В свободное время предпочитает чтение, прослушивание музыки, а также занимается кардмейкингом.
На детском уровне принимала участие во внутренних российских соревнованиях. В сентябре 2019 года представляя сборную Израиля дебютировала в юниорской серии Гран-при. Дважды становилась серебряной медалисткой юниорского чемпионата Израиля (2018, 2019). На национальном первенстве 2020 года снова финишировала с «серебром», но уже во взрослой категории. Иоффе была выбрана Федерацией фигурного катания Израиля для участия на чемпионате Европы в Граце. В короткой программе фигуристка совершила помарку на стартовом каскаде тройной флип — двойной тулуп, за все оставшиеся элементы получила положительные GOE. С суммой за короткую 51,70 Иоффе заняла двадцать пятое место и не прошла в произвольную программу, уступив последней квалифицировавшейся Ясмин Кимико Ямаде 0,07 балла.

## Результаты
| Соревнования                      | 17/18         | 18/19         | 19/20         | 20/21         |
| Международные                     | Международные | Международные | Международные | Международные |
| --------------------------------- | ------------- | ------------- | ------------- | ------------- |
| Чемпионат мира                    |               |               |               | 31            |
| Чемпионат Европы                  |               |               | 25            |               |
| Челленджер. Золотой конёк Загреба |               |               | 19            |               |
| Challenge Cup                     |               |               |               | 7             |
| Torun Cup                         |               |               | 5             |               |
| Volvo Open Cup                    |               |               | 15            |               |
| Международные среди юниоров       |               |               |               |               |
| Чемпионат мира                    |               |               | 27            |               |
| Гран-при. Россия                  |               |               | 13            |               |
| Гран-при. Хорватия                |               |               | 11            |               |
| Ice Mall Cup                      |               | 2             |               |               |
| Volvo Open Cup                    |               | 8             |               |               |
| Ice Star                          | 5             |               | 8             |               |
| Золотой конёк Загреба             | 7             | 2             |               |               |
| Torun Cup                         | 6             |               |               |               |
| Национальные                      |               |               |               |               |
| Чемпионат Израиля                 |               |               | 2             |               |
| Чемпионат Израиля среди юниоров   | 2             | 2             |               |               |